# Taypi Cañuma
Taypi Cañuma ist eine Ortschaft im Departamento La Paz im südamerikanischen Andenstaat Bolivien.

## Lage im Nahraum
Taypi Cañuma ist der zentrale Ort des Cantóns Taypi Cañuhuma im Municipio Curva in der Provinz Bautista Saavedra. Der Kern der Ortschaft liegt in der Cordillera Apolobamba auf einer Höhe von 4499 m im engen Tal des Río Cuñuma Jahuira, der flussabwärts in die Laguna Jankha Khala entwässert.

## Geographie
Taypi Cañuma liegt im Osten des bolivianischen Altiplanos am Rande der Cordillera Central. Das Klima der Region ist ein typisches Tageszeitenklima, bei dem die mittleren Temperaturschwankungen im Tagesverlauf deutlicher ausfallen als im Ablauf der Jahreszeiten.
Die Jahresdurchschnittstemperatur der Region liegt bei 9 °C (siehe Klimadiagramm Charazani, bereinigt um die Höhendifferenz) und schwankt nur wenig zwischen 6 °C im Juni/Juli und knapp 11 °C im November/Dezember. Der Jahresniederschlag beträgt etwa 750 mm, einer viermonatigen Trockenzeit von Mai bis August mit Monatswerten von unter 25 mm steht ein regenreicher Sommer von Dezember bis März gegenüber, in dem die monatlichen Niederschlagswerte teilweise deutlich über 100 mm liegen.

## Verkehrsnetz
Taypi Cañuma liegt in einer Entfernung von 262 Straßenkilometern nordwestlich von La Paz, der Hauptstadt des gleichnamigen Departamentos.
Von La Paz führt die asphaltierte Nationalstraße Ruta 2 in nordwestlicher Richtung 70 Kilometer bis Huarina, dort zweigt die Ruta 16 ab, die als asphaltierte Straße weiter in nordwestlicher Richtung in 97 Kilometern entlang des Titicacasees bis Escoma führt. Von dort führt die Ruta 16 weiter als unbefestigte Piste weiter nach Norden und über Villa Rosario de Wilacala nach 64 Kilometern bis Llachuani. Drei Kilometer hinter Llachuani zweigt in nordwestlicher Richtung eine Landstraße von der Ruta 16 ab, der man 17 Kilometern in nördlicher Richtung bis zu den beiden Seen Laguna Chojna Kkota und Laguna Llacho Kkota folgt. Zwischen den beiden Seen zweigt eine Nebenstraße in nördlicher Richtung ab und erreicht Taypi Cañuma nach weiteren elf Kilometern.

## Bevölkerung
Die Einwohnerzahl der Ortschaft ist in dem Jahrzehnt zwischen den beiden letzten Volkszählungen auf etwa das Doppelte angestiegen:
| Jahr | Einwohner         | Quelle       |
| ---- | ----------------- | ------------ |
| 1992 | keine Detaildaten | Volkszählung |
| 2001 | 323               | Volkszählung |
| 2012 | 678               | Volkszählung |
| 2024 |                   | Volkszählung |

Die Region weist einen deutlichen Anteil an Quechua-Bevölkerung auf, im Municipio Charazani sprechen 87,4 Prozent der Bevölkerung Quechua.